# Wioślarstwo na Letnich Igrzyskach Olimpijskich 1924 – jedynka mężczyzn
Wyścig jedynek mężczyzn była jedną z konkurencji wioślarskich na Letnich Igrzyskach Olimpijskich 1924. Zawody odbyły się w dniach 14-17 lipca. W zawodach uczestniczyło 8 zawodników z 8 państw.

## Wyniki

### Półfinały
Półfinał 1
| Miejsce | Wioślarz                   | Czas   | Kwal. |
| ------- | -------------------------- | ------ | ----- |
| 1       | Arthur Bull                | 7:19,0 | Q     |
| 2       | Marc Detton                |        | R     |
| 3       | Andrzej Osiecimski-Czapski |        |       |

Półfinał 2
| Miejsce | Wioślarz          | Czas   | Kwal. |
| ------- | ----------------- | ------ | ----- |
| 1       | Josef Schneider   | 7:15,6 | Q     |
| 2       | Constant Pieterse |        | R     |
| 3       | Hilton Belyea     |        |       |

Półfinał 3
| Miejsce | Wioślarz        | Czas   | Kwal. |
| ------- | --------------- | ------ | ----- |
| 1       | William Gilmore | 7:03,2 | Q     |
| 2       | Jack Beresford  |        | R     |

### Repasaże
| Miejsce | Wioślarz          | Czas   | Kwal. |
| ------- | ----------------- | ------ | ----- |
| 1       | Jack Beresford    | 8:00,4 | Q     |
| 2       | Marc Detton       |        |       |
| 3       | Constant Pieterse |        |       |

### Finał
| Miejsce | Wioślarz        | Czas   |
| ------- | --------------- | ------ |
| 1       | Jack Beresford  | 7:49,2 |
| 2       | William Gilmore | 7:54,0 |
| 3       | Josef Schneider | 8:01,1 |
| 4       | Arthur Bull     | DNF    |